# Irish Classic
Irish Classic (также известен как Lucan Racing Irish Classic — по названию спонсора) — пригласительный снукерный турнир, в котором принимают участие преимущественно игроки из Ирландии и Северной Ирландии. Впервые турнир был проведён в 2007 году в местечке Лукэн, около Дублина. В 2010 году Irish Classic был проведён в Килдэре.
Организатор турнира — профессиональный снукерист Фергал О’Брайен.

## Победители
| Год  | Победитель      | Финалист        | Счёт | Сезон   |
| ---- | --------------- | --------------- | ---- | ------- |
| 2007 | Дэвид Моррис    | Фергал О'Брайен | 5:3  | 2007/08 |
| 2008 | Кен Доэрти      | Фергал О'Брайен | 5:2  | 2008/09 |
| 2009 | Джо Свэйл       | Фергал О'Брайен | 5:0  | 2009/10 |
| 2010 | Фергал О'Брайен | Майкл Джадж     | 5:1  | 2010/11 |
| 2011 | Фергал О'Брайен | Кен Доэрти      | 5:2  | 2011/12 |